# Vuk Lungulov-Klotz
Vuk Lungulov-Klotz (* 1994 in New York City) ist ein US-amerikanischer Filmemacher chilenisch-serbischer Abstammung.

## Leben
Vuk Lungulov-Klotz wurde 1994 in New York City geboren und ist als Kind von Einwanderern chilenischer und serbischer Abstammung. Der Filmemacher wuchs in New York City, Chile und Serbien auf. Im Alter von 17 Jahren war er aus Chile in die USA zurückgekehrt, um das SUNY Purchase Film Conservatory zu besuchen, wo er 2016 seinen Abschluss machte. 2018 nahm er am Screenwriter's Lab des Sundance Institute teil.
Sein transthematischer Kurzfilm Still Liam, in dem er den Transmann Liam zeigt, der an einer Tankstelle arbeitet und noch im Körper einer Frau steckt, wurde im Mai 2016 in ausgewählten US-amerikanischen Kinos vorgestellt. Der Film zeigt dessen Erfahrungen im Alltag aus seiner Sicht und im Vergleich hierzu, wie die Welt ihn sieht. Liam wird in dem Studentenfilm von zwei verschiedenen Schauspielern verkörpert, einer Frau und einem Mann.
Sein Filmdrama Mutt, für das er das Drehbuch im Rahmen des Sundance Institute Labs entwickelte, feierte im Januar 2023 beim Sundance Film Festival 2023 seine Premiere. Im Februar 2023 wird der Film bei den Internationalen Filmfestspielen in Berlin gezeigt. In Mutt erzählt er die Geschichte des jungen Transmanns Feña im Laufe eines einzigen hektischen Tages in New York City, als drei Menschen aus seiner Vergangenheit in sein Leben zurückkehren.
Lungulov-Klotz lebt in Brooklyn.

## Filmografie
- 2016: Still Liam (Kurzfilm)
- 2019: Welcome Back, Lenny (Kurzfilm)
- 2021: River Fork (Kurzfilm)
- 2023: Mutt

## Auszeichnungen
Internationale Filmfestspiele Berlin
- 2023: Lobende Erwähnung in der Sektion Generation 14plus (Mutt)[8]

Next Generation Indie Film Award
- 2023: Nominierung als Bester Spielfilm (Mutt)
- 2023: Nominierung für die Beste Regie (Mutt)[9]

Sundance Film Festival
- 2023: Nominierung für den Grand Jury Prize – Dramatic (Mutt)